# Хомік Сергій Ярославович
Сергій Ярославович Хомік (1986, с. Сусваль, Волинська область — 11 листопада 2022, район с. Берестове, Донецька область) — український військовий льотчик І класу, полковник 456 БрТрА Повітряних сил Збройних сил України, учасник російсько-української війни. Повний кавалер ордена «За мужність».

## Життєпис
Сергій Хомік народився в селі Сусваль, нині Оваднівської громади Володимирського району Волинської области України.
У 2008 році після закінчення Харківського національного університету Повітряних Сил імені Івана Кожедуба служив льотчиком-штурманом вертолітної ланки пошуково-рятувального забезпечення підрозділу вертолітної ескадрильї.
Брав участь у миротворчій місії ООН в Африці.
Піл час російсько-української війни офіцер виконав близько 1000 бойових вильотів (АТО/ООС — близько 800; 2022 — майже 250). Екіпаж полковника Хоміка здійснював успішні бойові вильоти, а під його керівництвом бойові уміння опанували більше 20 льотчиків.
Командир вертолітної ескадрильї. 11 листопада 2022 року на Донеччині два Мі-8 Повітряних Сил ЗСУ вилетіли на знищення російських окупантів. Політ проходив штатно, ведучий вертоліт під командуванням полковника Сергія Хоміка підійшов до місця відпрацювання. Спалах. Машина здійснила різкий маневр уліво. Ще кілька секунд командир надлюдськими зусиллями утримував у повітрі вертоліт, що палав. Кілька миттєвостей — і ведучий борт «зустрів землю» в районі с. Берестове на Донеччині. Ціною власного життя Сергій Хомік врятував побратимів.
Похований 17 листопада 2022 року в родинному селі.
Залишилися батьки, дружина та двоє дітей.

## Нагороди
- орден «За мужність» I ступеня (23 грудня 2022) — за особисту мужність і самовіддані дії, виявлені у захисті державного суверенітету та територіальної цілісності України, вірність військовій присязі[4];
- орден «За мужність» II ступеня (7 листопада 2022) — за особисту мужність і самовіддані дії, виявлені у захисті державного суверенітету та територіальної цілісності України, вірність військовій присязі[5];
- орден «За мужність» III ступеня (2 травня 2022) — за особисту мужність і самовіддані дії, виявлені у захисті державного суверенітету та територіальної цілісності України, вірність військовій присязі[6].

## Вшанування пам'яті
У Вінниці планують найменувати топонім на честь Сергія Хоміка.
У селі Сусваль, в якому виріс Сергій Хомік,  на його честь названо гімназію.

## Військові звання
- підполковник;
- полковник.